# Joachim Frich
Joachim Christian Geelmuyden Gyldenkrantz Frich, född 24 juli 1810 i Bergen i Norge, död 29 januari 1858 i Kristiania (nuvarande Oslo), var en norsk landskapsmålare. Han var associerad med Düsseldorfskolan. Målningen Landskap, motiv från Nummedalen i Norge från 1850 finns på Nationalmuseum i Stockholm.

## Galleri (urval)

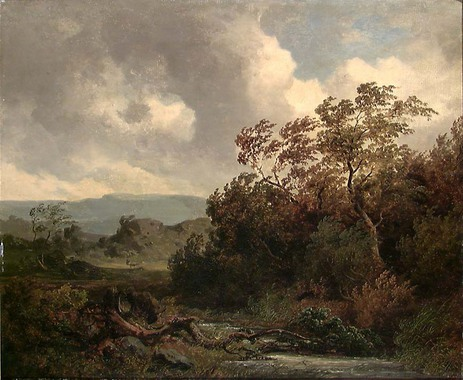
Høstlandskap (1848)
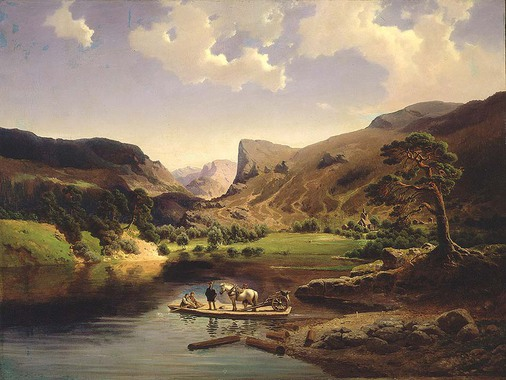
Fra Hallingdal (1849)
Landskap, motiv från Nummedalen i Norge (1850)
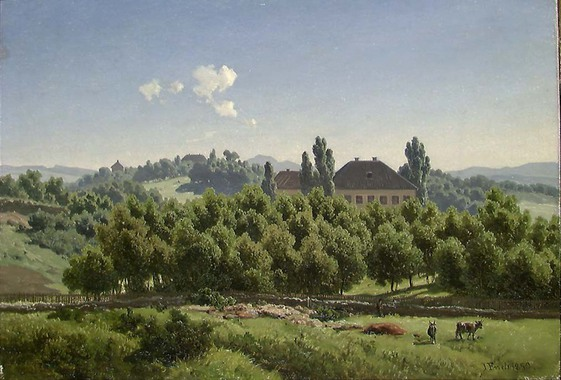
Bakkehuset Pilestredet (1850)
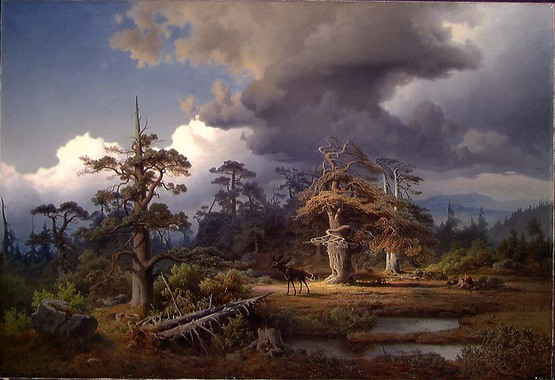
Fra øvre Telemark (1852)
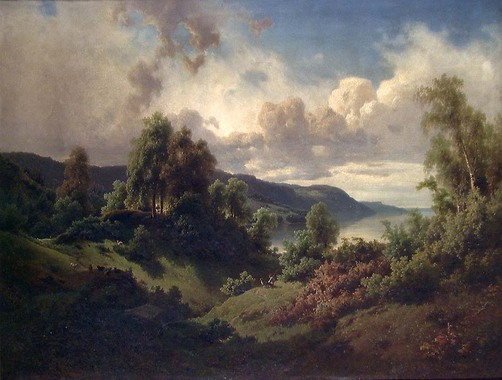
Sommerlandskap (1853)
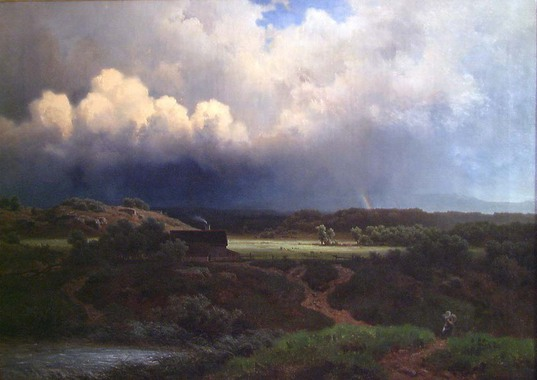
Landskap i opptrekkende uvær (1855)
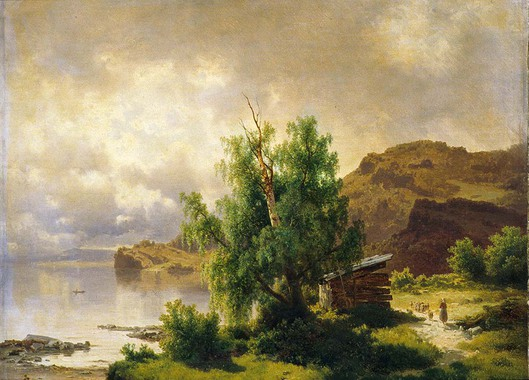
Fra Holsfjorden, Ringerike (1856)